# Bonifica del suolo
La bonifica del suolo contaminato   è una materia molto attuale ed in continua evoluzione. Si occupa dei metodi di pulizia di terreni contaminati e delle acque sotterranee dalle più diverse sostanze. Sostanze soprattutto in fase liquida, che versate sui terreni ne alterano le caratteristiche o ne compromettono l'uso.
L'obbligo alla bonifica dei siti contaminati è determinato, in Italia, per il responsabile, dal Decreto legislativo 152/2006 e s.m.i; questo decreto ha introdotto la possibilità di valutare la pericolosità dell'inquinamento in un sito contaminato tramite l'analisi di rischio sanitaria.
Un sito si definisce potenzialmente contaminato quando le concentrazioni dei contaminanti superano le concentrazioni limite stabilite dal suddetto D.Lgs. 152/06 (Allegato 5 al titolo V, Parte IV); tali concentrazioni limite sono definite Concentrazioni Soglia di Contaminazione (CSC). Al superamento delle CSC anche per un solo parametro, il sito deve essere caratterizzato e sottoposto ad Analisi di Rischio (AdR). Si definisce sito contaminato (e quindi da bonificare) il sito nel quale i valori della concentrazione delle sostanze contaminanti superino la concentrazione massima ammissibile (Concentrazione Soglia di Rischio, CSR) determinata con l'applicazione dell'AdR.